# Joseph Philippe François Deleuze

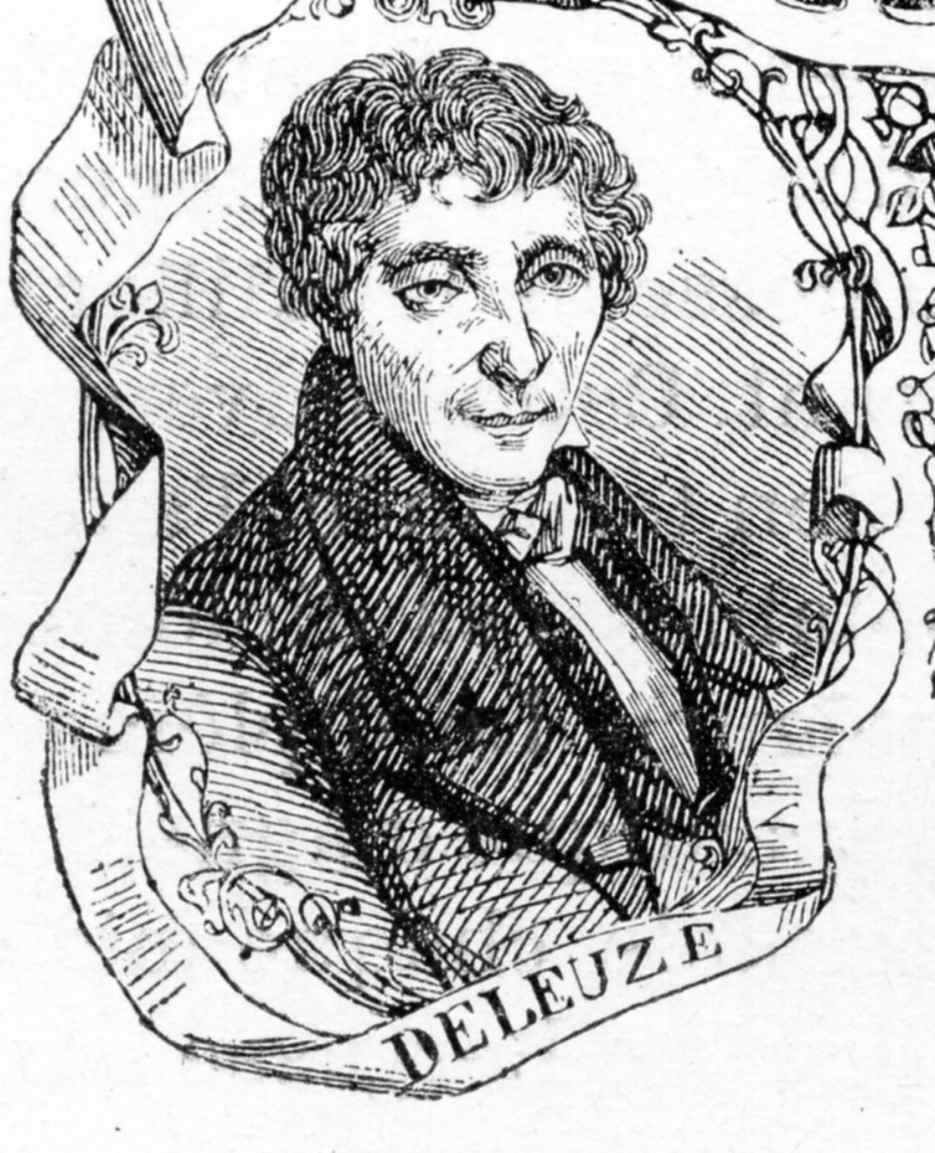

Joseph Philippe François Deleuze (* 12. April 1753 in Sisteron (Alpes-de-Haute-Provence); † 31. Oktober 1835 in Paris) war ein französischer Naturforscher und Bibliothekar des Pariser Nationalmuseums der Naturgeschichte.

## Leben und Wirken
Deleuze entstammte einer Adelsfamilie aus dem südostfranzösischen Sisteron und begann 1772 ein Mathematikstudium in Paris, um sich auf eine militärische Laufbahn vorzubereiten. Da er hierfür nicht zu einer weiterführenden Ausbildung nominiert wurde, kehrte er zurück nach Sisteron und erwarb das Patent eines Unterleutnants der Infanterie. Nachdem seine Einheit infolge einer Reorganisation aufgelöst wurde, befasste er sich in der Folgezeit mit Privatstudien besonders auf dem Gebiet der Botanik. 1787 kehrte er zurück nach Paris und trat in Verbindung mit dem Botaniker L’Héritier, der ihn zeitweise an seinen Untersuchungen beteiligte. 1795 wurde er zum Assistenten (aide-naturaliste) am Pariser Museum für Naturgeschichte ernannt und an der Herausgabe der Annales des Museums beteiligt, deren erster Band 1802 unter seiner Federführung erschien. Während der Restauration fungierte er zeitweise als Zensor der Wochenzeitschrift Le nain jaune. 1828 wurde er auf die vakant gewordene Stelle des Bibliothekars des Museums berufen, die er bis zu seinem Ruhestand (1834) innehatte.
Deleuze hat zu zahlreichen Themengebieten geforscht und publiziert, außerdem literarische Werke aus dem Englischen (Erasmus Darwin, James Thomson) übersetzt, Bekanntheit erlangte er jedoch vor allem durch seine Schriften über den animalischen Magnetismus, in denen er als ein leidenschaftlicher Anhänger der Lehren Mesmers und Puységurs auftrat. Er beschäftigte sich in Anknüpfung an seinen Lehrer Puyégur auch mit der Hypnose und gilt als Entdecker der posthypnotischen Suggestion.
Deleuze war Ritter der Ehrenlegion und Mitglied zahlreicher philanthropischer und akademischer Gesellschaften. 1817 wurde er zum Mitglied der American Philosophical Society gewählt.

## Dedikationsnamen
Nach Deleuze ist die Leuzea, eine Gattung aus der Familie der Korbblütler, benannt.